# Colla di San Giacomo
La Colla di San Giacomo (796 m s.l.m.) è un valico delle Alpi liguri situato nella provincia di Savona e collocato sullo spartiacque della catena principale alpina.

## Geografia

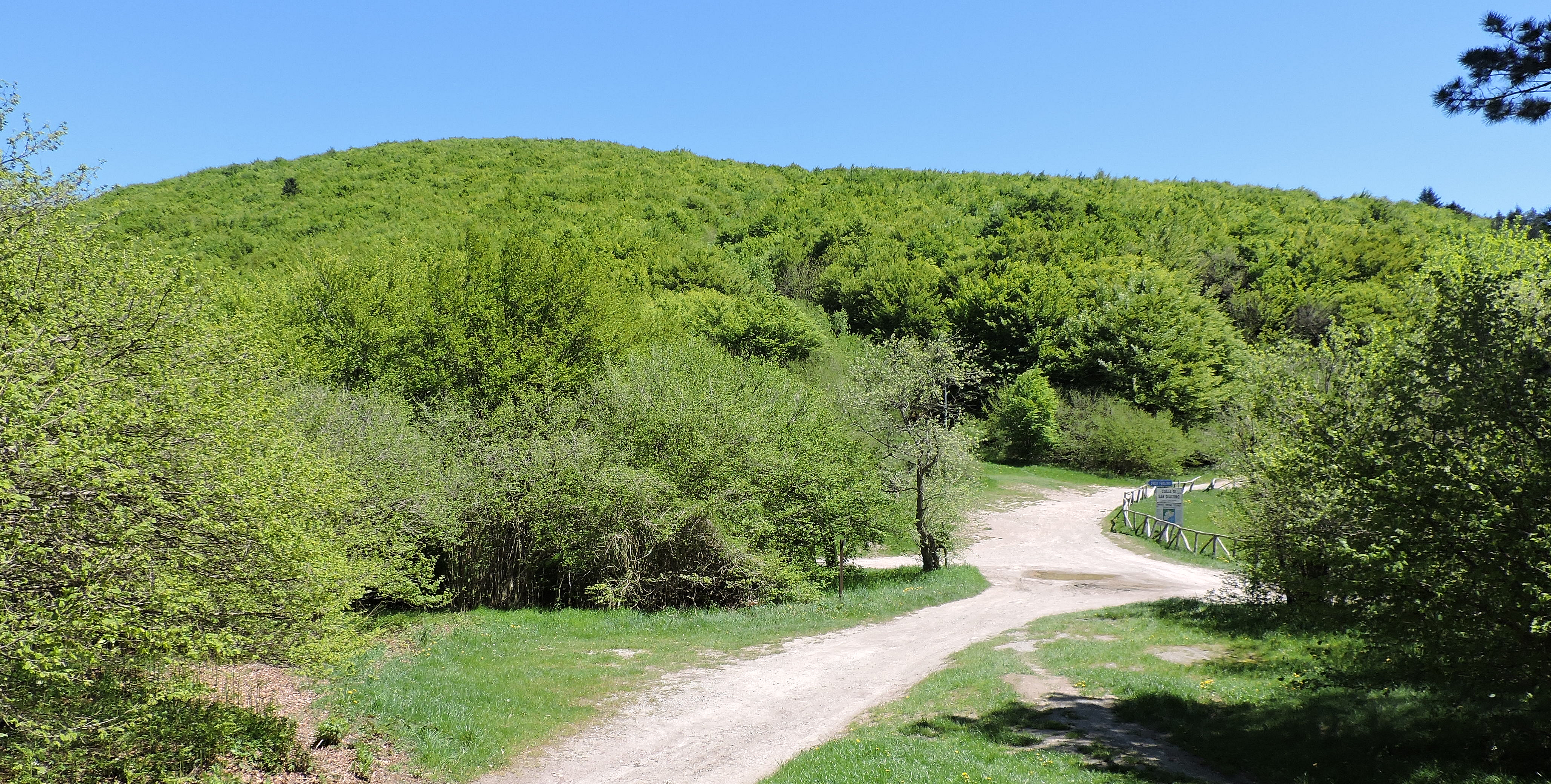
Il valico e, sullo sfondo, il monte Alto

Il passo collega mediante una strada sterrata Orco Feglino e di qui la città di Finale Ligure, nella riviera ligure di ponente, al comune di Mallare in Val Bormida. È situato sullo spartiacque tra la valle Padana e il Mar Ligure. A nord del passo nasce il rio Biterno, un affluente in destra idrografica della Bormida di Mallare; a sud invece si originano i due rami sorgentizi del torrente Aquila, il principale affluente del Pora. Il valico si apre tra le propaggini del Pian dei Corsi (a sud-ovest) e il monte Alto (a nord-est).

## Storia

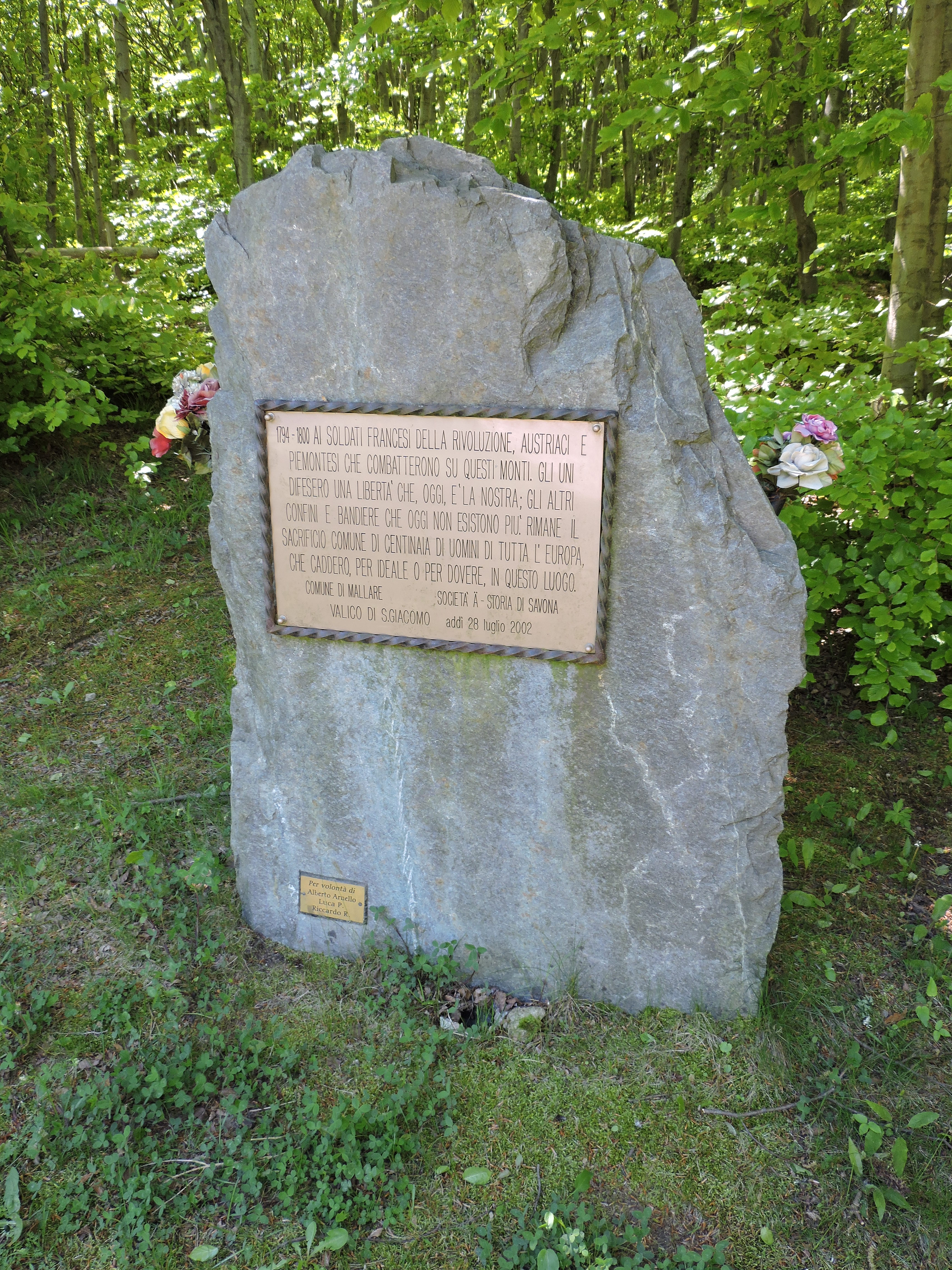
Colla di San Giacomo: cippo ai combattenti delle guerre napoleoniche

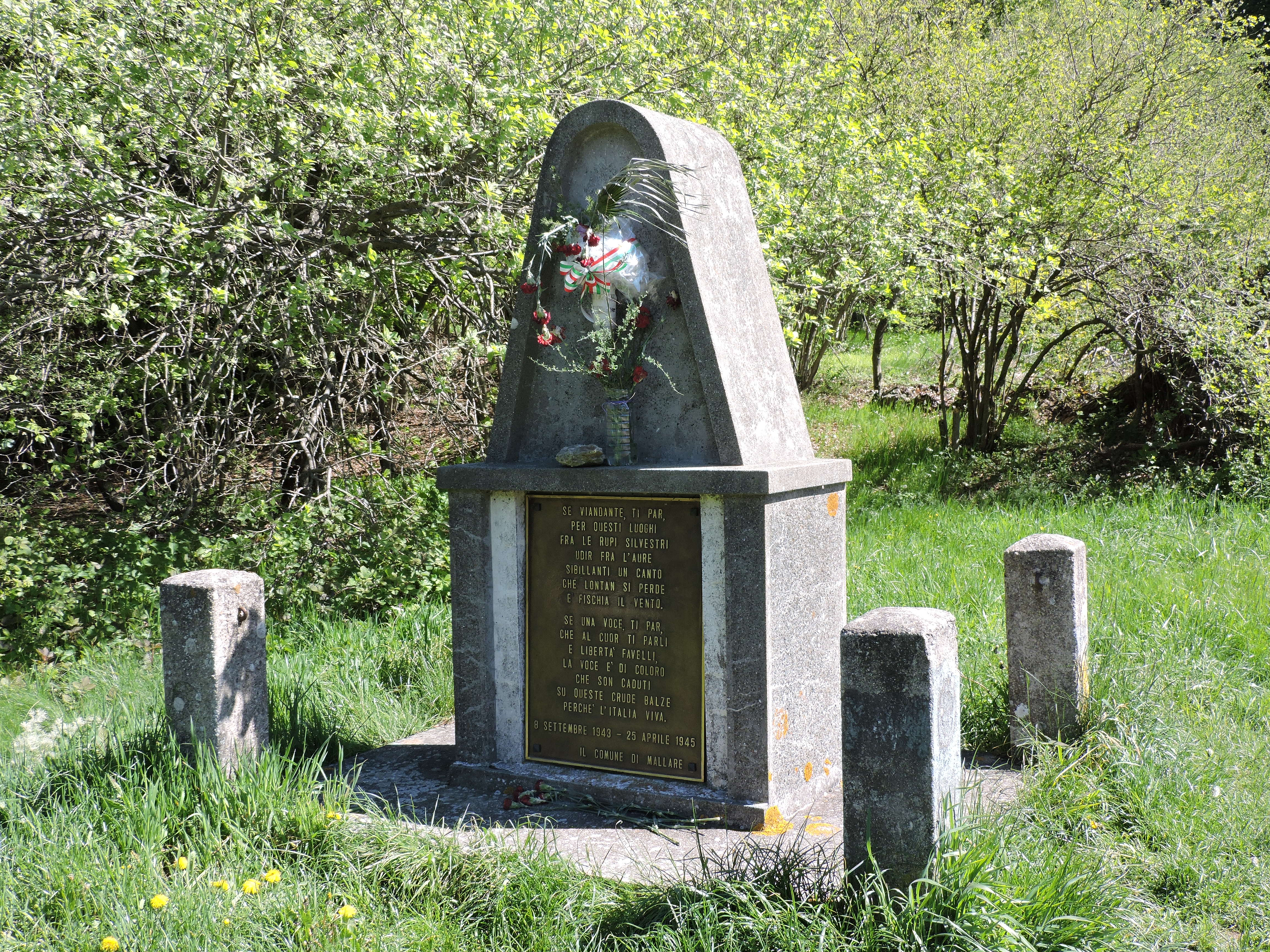
Monumento ai partigiani

Nei tempi medievali Mallare era un luogo di passaggio assai più importante che ai giorni nostri ed era insieme un luogo di fermata e di sosta dei numerosi viaggiatori e negozianti col loro seguito di cavalcature e di bestie da soma.
Quanti dal Monferrato, dalla Lombardia e in parte dal Piemonte volevano recarsi nel Finalese e nella terra di Albenga, seguivano ordinariamente l'itinerario della valle mallarese e della colla di S. Giacomo.
La Comunità, fin dagli antichi tempi, si era fatta un dovere di tenere questa strada in condizioni praticabili e di sgombrarla dalle nevi negli inverni, ed i Signori del luogo si studiavano e spesso si obbligavano addirittura verso città amiche ed alleate, a garantire libero e sicuro il transito.
Sul colle si trovano una lapide dedicata ai soldati che combatterono nelle guerre napoleoniche e un monumento ricorda gli scontri tra partigiani e truppe nazifasciste che avvennero nella zona durante la Resistenza.

## Escursionismo
Il colle è un terminale di tappa dell'Alta Via dei Monti Liguri.